# 馬尼奧市

馬尼奧市（西班牙語：Municipio Maneiro），是委內瑞拉的一個市，位於該國北部新埃斯帕塔州，首府設於潘帕塔爾，面積35.9平方公里，2001年人口35,642，人口密度每平方公里1,021人。